# Hastatis
Hastatis is een kevergeslacht uit de familie van de boktorren (Cerambycidae). De wetenschappelijke naam van het geslacht werd voor het eerst geldig gepubliceerd in 1857 door Buquet.

## Soorten
Hastatis omvat de volgende soorten:
- Hastatis auricollis Buquet, 1857
- Hastatis denticollis Buquet, 1857
- Hastatis femoralis Burmeister, 1865
- Hastatis simplicis Galileo & Martins, 1990